# 王国纲
王国纲（1189年—1232年），金朝弘州人，为王元节之孙。学习儒家思想，尤其精于史事。金宣宗听说他的才干后，召为近侍，官至监察御史。金哀宗时，被蒙古军队所杀。